# ۴۱۴ (قمری)
۴۱۴ (قمری)، چهارصد و چهاردهمین سال در گاهشماری هجری قمری است. اول محرم این سال برابر با اول آوریل سال ۱۰۲۳ میلادی است.